# Левелек
Левелек (венг. Levelek) — посёлок(надькёжег) в медье Сабольч-Сатмар-Берег в Венгрии. Посёлок занимает площадь 25,73 км², на которой проживает 3953 жителя. Первые упоминания о деревне относятся к 1067 году.
Среди достопримечательностей — римско-католическая церковь Св. Троицы (XIII—XV века), грекокатоличевкая церковь (1790), реформатская церковь (1998), замок Мольнар (1770-е годы, сейчас в нём расположен детский сад).
Подавляющее большинство населения занято в аграрной сфере.

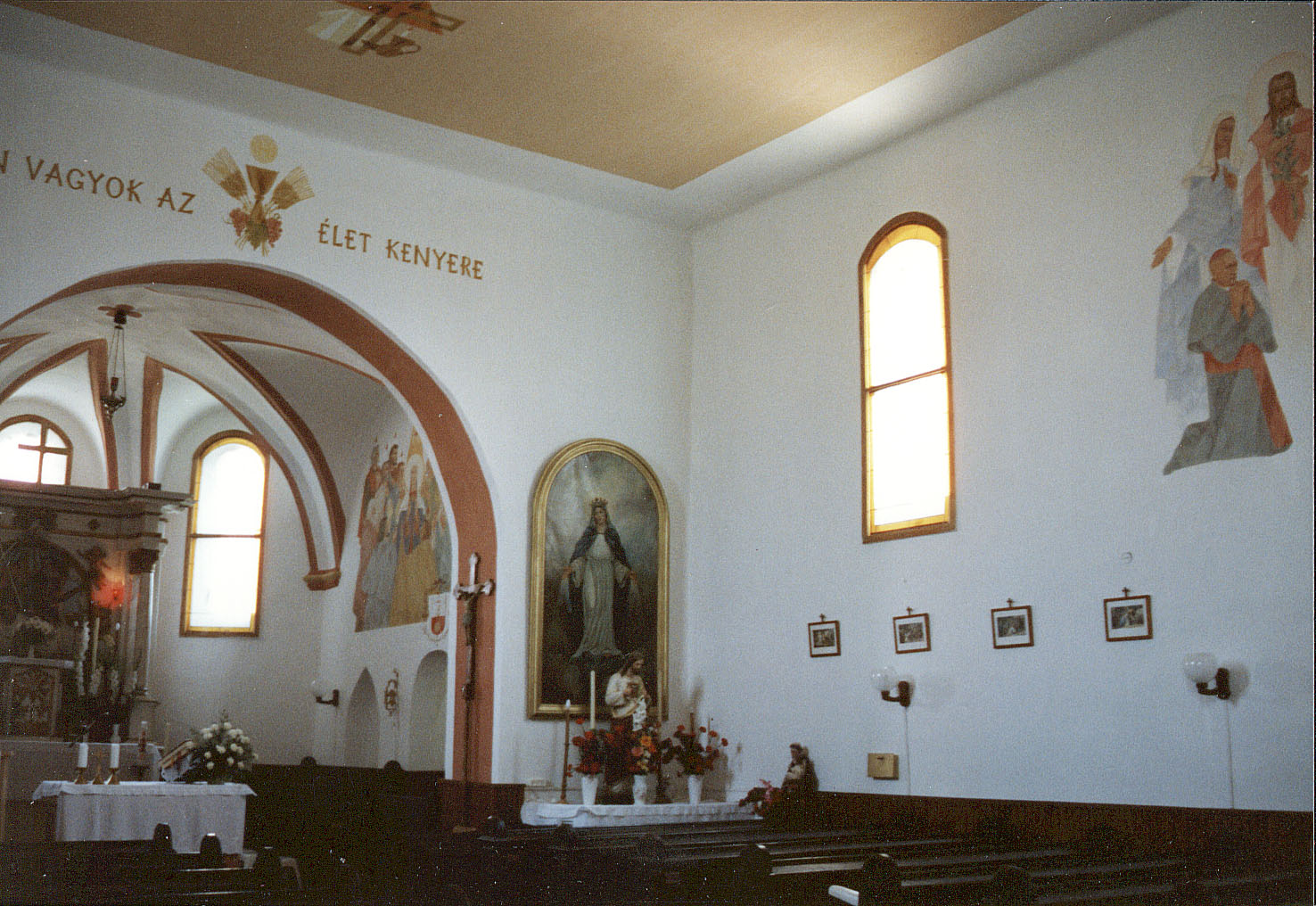

## Население
| Год  | Численность | Численность |
| ---- | ----------- | ----------- |
| 2013 | 2956        | [ 2 ]       |
| 2014 | 2946        | [ 3 ]       |
| 2015 | 2950        | [ 4 ]       |
| 2021 | 2880        | [ 5 ]       |
| 2022 | 2677        | [ 6 ]       |
| 2023 | 2752        | [ 7 ]       |
| 2024 | 2713        | [ 1 ]       |